# Mroczki-Rębiszewo
Mroczki-Rębiszewo (prononciation : [ˈmrɔt͡ʂki rɛmbiˈʂɛvɔ]) est un village polonais de la gmina de Różan dans le powiat de Maków de la voïvodie de Mazovie dans le centre-est de la Pologne.
Il se situe à environ 7 kilomètres au nord-est de Różan (siège de la gmina), 24 kilomètres à l'est de Maków Mazowiecki (siège du powiat) et à 85 kilomètres au nord de Varsovie (capitale de la Pologne).
Le village possède approximativement une population de 29 habitants.

## Histoire
De 1975 à 1998, le village appartenait administrativement à la voïvodie d'Ostrołęka.